# Atyria basina
Atyria basina är en fjärilsart som beskrevs av Jean Baptiste Boisduval 1870. Atyria basina ingår i släktet Atyria och familjen mätare. Inga underarter finns listade i Catalogue of Life.